# 林廷瓛
林廷瓛（1454年—？），字公器，號南峰，廣東吳川縣吳陽鎮霞街村人，明朝政治人物。进士出身。嶺南學派代表人物之一。

## 生平
師事陳獻章，学问大进。二十四歲中廣東鄉試第六十名舉人，弘治三年（1490年）中式庚戌科進士，授永嘉縣知縣，清廉自持，兴修水利。改任苏州同知时，永嘉人建生祠奉祀追思。後清理崇明沙田丈量工作。后补建昌同知。著有《南峰诗集》，已佚。

## 家族
曾祖林崇。祖父林口。父林焕。母陳氏。慈侍下。兄廷玉（监生）、弟廷佑。